# Natalija Pyhyda
Natalija Serhijiwna Pyhyda (ukrainisch Наталія Сергіївна Пигида, engl. Transkription Nataliya Pyhyda; * 30. Januar 1981 in Nowa Kachowka, damals Ukrainische SSR) ist eine ukrainische Sprinterin, die sich auf den 400-Meter-Lauf spezialisiert hat und besonders mit der ukrainischen Langsprintstaffel erfolgreich ist.

## Sportliche Laufbahn
Ihren ersten internationalen Wettkampf bestritt Natalija Pyhyda 1998 in Moskau bei den Welt Jugend Spielen. Dort gewann sie über 200 Meter die Silbermedaille und siegte über 400 Meter. Bei den Juniorenweltmeisterschaften 2000 in Chile wurde sie sowohl im Einzel über 400 Meter, als auch mit der ukrainischen Staffel Sechste. 2003 nahm sie an den U23-Europameisterschaften im polnischen Bydgoszcz teil. Über 100 Meter belegte sie im Finale den sechsten Platz, gewann die Goldmedaille mit der 4-mal-100-Meter-Staffel und wurde Vierte mit der Langsprintstaffel. 2004 erfolgte die Teilnahme an den Hallenweltmeisterschaften in Budapest, bei denen sie über 200 Meter den fünften Platz belegte. Bei den Olympischen Spielen in Athen war sie Teil der ukrainischen 400-Meter-Stafette, die aber nicht das Finale erreichen konnte.
2005 wurde sie bei den Halleneuropameisterschaften in Madrid Fünfte über 400 Meter und verpasste mit der Staffel als Vierte nur knapp eine Medaille. Zudem gewann sie die Bronzemedaille bei den Weltstudentenspielen in Izmir mit der Staffel und belegte bei den Weltmeisterschaften in Helsinki einen fünften Platz. 2006 wurde sie mit der ukrainischen Staffel Sechste bei den Europameisterschaften in Göteborg. 2007 siegten die Ukrainerinnen bei der Universiade in Bangkok. Bei den Weltmeisterschaften in Osaka schied die Mannschaft aber in der Vorrunde aus. Bei den Hallenweltmeisterschaften 2008 gelangte sie bis in das Halbfinale. Bei den Olympischen Spielen in Peking 2008 gelangte sie über 200 Meter ins Halbfinale, schied mit der Langsprintstaffel in der Vorrunde aus und wurde mit der 4-mal-400-Meter-Staffel im Vorlauf disqualifiziert. 2009 gewann sie mit persönlicher Bestleistung die Silbermedaille bei den Halleneuropameisterschaften hinter der Russin Antonina Kriwoschapka. Im Juli 2009 wurde sie in Reims auf das verbotene anabole Steroid Stanozolol getestet und daraufhin bis 2011 gesperrt.
Rechtzeitig zu den Weltmeisterschaften im südkoreanischen Daegu war Pyhyda wieder startberechtigt. Jedoch wurde die ukrainische Stafette disqualifiziert, wie auch bei den Hallenweltmeisterschaften in Istanbul 2012. Bei den Europameisterschaften in Helsinki gewannen die Ukrainerinnen mit europäischer Jahresbestzeit die Goldmedaille. Zudem gewannen sie die Bronzemedaille bei den Olympischen Spielen in London. Über 400 Meter erreichte sie das Halbfinale.
2013 gelangte sie bei den Weltmeisterschaften in Moskau mit der ukrainischen 4-mal-400-Meter-Stafette auf den vierten Platz und gewann 2014 die Silbermedaille bei den Europameisterschaften in Zürich. 2015 feierte sie ihren größten Erfolg mit dem Gewinn der Goldmedaille über 400 Meter bei den Halleneuropameisterschaften in Prag. Zudem belegte sie mit der Staffel im Finale den fünften Rang. Bei den Weltmeisterschaften in Peking lief die Ukraine auf Platz sechs ein und im Einzelbewerb schied sie trotz neuer Bestleistung im Halbfinale aus. Mit der 4-mal-100-Meter-Staffel schied sie im Vorlauf aus. Bei den Militärweltspielen im Oktober gewann sie zwei weitere Medaillen.

## Persönliche Bestzeiten
- 100 m: 11,50 s, 25. Juli 2005 in Kiew
  - 60 m (Halle): 7,25 s, 1. Februar 2005 in Kiew
- 200 m: 22,82 s, 17. Juni 2008 in Kiew
  - Halle: 23,33 s, 22. Februar 2004 in Sumy
- 400 m: 50,62 s, 25. August 2015 in Peking
  - Halle: 51,44 s, 7. März 2009 in Turin